# Rimas Álvarez Kairelis
Pour les articles homonymes, voir Álvarez.

a Compétitions nationales et continentales officielles uniquement.

b Matchs officiels uniquement.
Dernière mise à jour le 4 octobre 2011.
Rimas Esteban Álvarez Kairelis, né le 22 juillet 1974 à Quilmes, est un joueur argentin de rugby à XV évoluant au poste de deuxième ligne et troisième ligne. Il joue l'essentiel de sa carrière dans le club de Perpignan.

## Biographie
Rimas Alvarez-Kairelis découvre le rugby à l'âge de 7 ans grâce à un ami dont le père était l'entraîneur du club de Puccara[réf. nécessaire]. Alors que la plupart des enfants argentins choisissent le football, sport roi en Amérique du Sud, Rimas opte pour le ballon ovale. Il joue avec le Pucará Club avant de rejoindre l'USA Perpignan en 2001 en tant que joker médical de son compatriote Alejandro Allub. Il connaît sa première sélection avec les Pumas 3 octobre 1998 contre l'équipe du Paraguay.

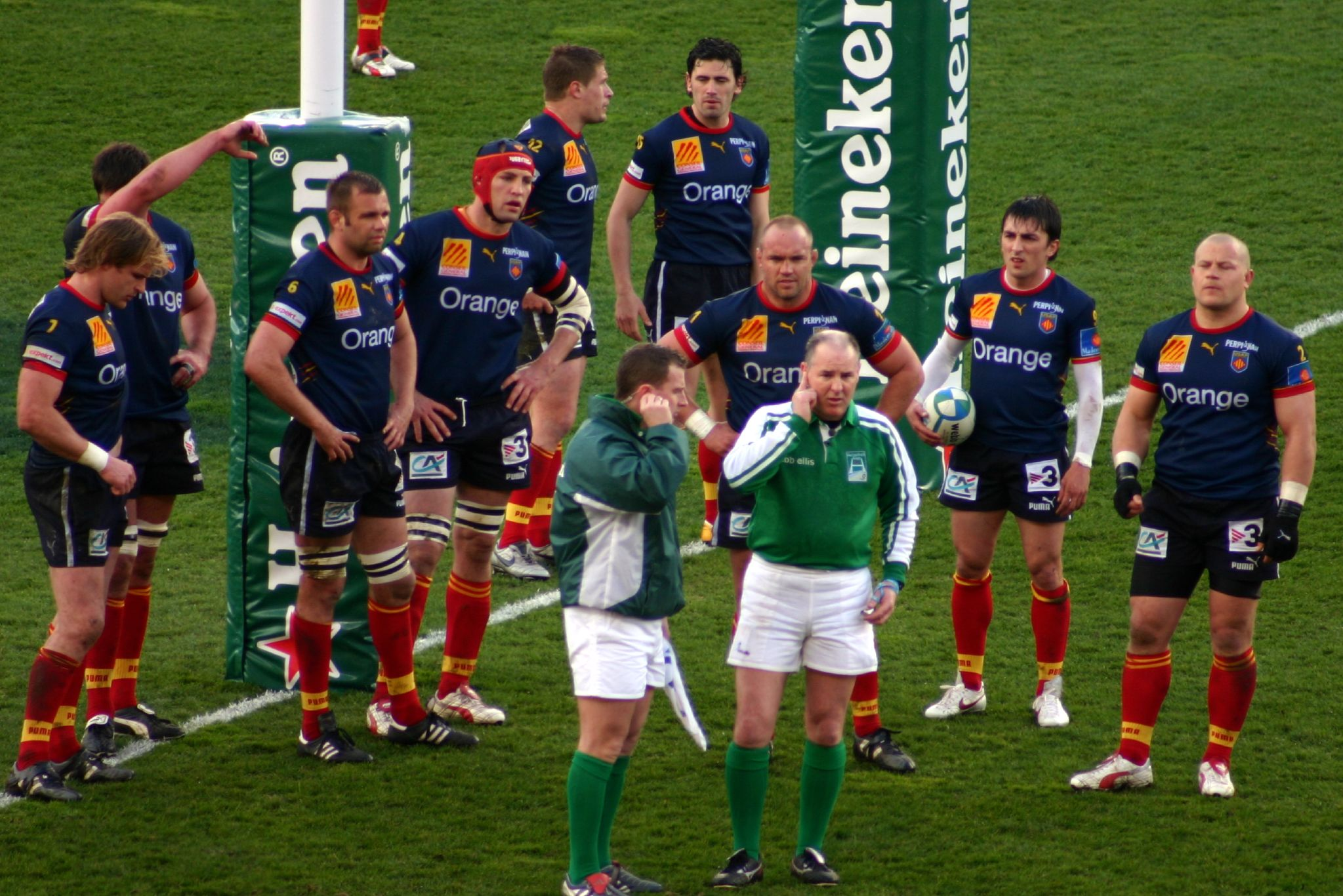
Rimas Álvarez Kairelis (au centre, avec le casque) avec l'USAP lors d'un match de H Cup en avril 2006.

Le 24 mai 2003, il est titulaire avec l'USA Perpignan, associé en deuxième ligne à Jérôme Thion, en finale de la Coupe d'Europe au Lansdowne Road de Dublin face au Stade toulousain. Les catalans ne parviennent pas à s'imposer, s'inclinant 22 à 17 face aux toulousains qui remportent le titre de champions d'Europe.
En 2003, il participe à sa première coupe du monde avec l'Argentine.
L'année suivante, il est finaliste du Championnat de France. En 2007, il dispute sa seconde Coupe du monde. Après un parcours parfait (notamment une victoire sur la France lors du match d'ouverture de la compétition), les Argentins s'inclinent en demi-finale face à l'Afrique du Sud (futur vainqueur) et se classent troisième de la compétition. En 2008-2009, il devient champion de France avec Perpignan face à Montferrand (22-13). L'année suivante, il est finaliste du championnat de France mais cette fois, Perpignan s'incline dans le remake de la saison précédente. Il ne fait pas partie du groupe ce jour-là au Stade de France. Joueur à l'allure élancée, il est surnommé El Flaco qui signifie « maigre » en espagnol. Après une saison 2010-2011 en demi-teinte de son club, El Flaco signe un contrat coupe du monde pour la saison 2011-2012 pour jouer jusqu'au retour des joueurs partis disputer la coupe du monde en Nouvelle-Zélande.
Très apprécié des supporters catalans pour ses qualités sur et hors du terrain, il n'a connu qu'un seul club professionnel, malgré de nombreuses sollicitations. Olivier Saïsset, entraîneur de l'USAP de 2000 à 2004 disait de lui : « Je mets d’abord son nom et ensuite je fais le reste de l’équipe autour ».
Il est aussi ingénieur agronome.
En 2019, il fait son retour au sein de l'USA Perpignan en tant que team manager.

## Palmarès

### En club
Avec l'USA Perpignan
- Championnat de France de rugby à XV :
  - Vainqueur (1) : 2009
  - Finaliste (2) : 2004 et 2010
- Coupe d'Europe :
  - Finaliste (1) : 2003

### En équipe nationale
- Troisième de la Coupe du monde 2007

## Statistiques

### En équipe nationale
- 44 sélections
- 15 points (3 essais)
- Nombre de sélections par année : 3 en 1998, 6 en 2001, 6 en 2002, 7 en 2003, 2 en 2004, 5 en 2006, 10 en 2007, 4 en 2008, 1 en 2009
- En coupe du monde :
  - 2003 : 2 sélections (Irlande, Namibie)
  - 2007 : 7 sélections (France, Géorgie, Namibie, Irlande, Écosse, Afrique du Sud, France)